# Albinas Sirvydis
Albinas Sirvydis (* 7. September 1949 in der Rajongemeinde Zarasai; † 26. Januar 2021) war ein litauischer Jurist und Strafrichter.

## Leben
Von 1967 bis 1968 studierte Sirvydis im Politechnikos institutas in Kaunas.
Von 1968 bis 1973 absolvierte er das Diplomstudium der Rechtswissenschaft an der Vilniaus universitetas. Von 1973 bis 1975 leistete er den Pflichtdienst bei der Sowjetarmee. Von 1975 bis 1982 arbeitete er im Kreisgericht Akmenė. Ab 1976 war er Richter und ab 1982  Gerichtspräsident in Akmenė. Von 1985 bis 1994 arbeitete er als Richter am Lietuvos Aukščiausiasis Teismas (LAT) und von 1995 bis 1999 als Gerichtspräsident im Bezirksgericht Vilnius. Ab September 1999 war er Richter am LAT.
Sirvydis war verheiratet. Seine Frau war Elvyra Sirvydienė (* 1952).